# Nesophyla breviata
Nesophyla breviata är en insektsart som beskrevs av Henry Fairfield Osborn 1934. Nesophyla breviata ingår i släktet Nesophyla och familjen dvärgstritar. Inga underarter finns listade i Catalogue of Life.